# ファリードコート
ファリードコート（パンジャービー語：ਫ਼ਰੀਦਕੋਟ、Faridkot）は、インドのパンジャーブ州、ファリードコート県の都市。

## 歴史
1803年、シク王国のランジート・シングに占領される。
1809年、イギリスとの条約でその領内に組み込まれ、藩王国となった。

## 人口
2011年の人口統計では、618,008人